# Effet Rose (économie)
L'effet rose désigne, en économie, la dynamisation des échanges commerciaux internationaux entre deux pays à la suite de l'adoption d'une monnaie commune unique. Cet effet est appelé d'après Andrew Rose.

## Concept
L'effet Rose est nommé d'après Andrew Kenan Rose. Économiste spécialisé dans l'économie internationale, il publie dans les années 2000 plusieurs travaux montrant que l'adoption d'une monnaie commune unique par deux pays ou plus stimule les échanges. Dans un article de 2000 copublié avec Lockwood et Quah, il estime que les pays qui partageront la même monnaie commerceront en moyenne trois fois plus que des pays ayant des monnaies différentes.  
Dans un article publié seul la même année, il utilise une équation de gravité en se fondant sur un échantillon de 180 pays et des données allant de 1970 à 1990, et montre que l'union monétaire avec une monnaie unique permet des gains macroéconomiques majeurs du fait de l'élimination de la volatilité du taux de change.  

## Débats et critiques
La véracité de l'effet Rose a été discuté par des études ultérieures. 

### Dynamisation des échanges
La dynamisation du commerce par l'union monétaire est confirmée par plusieurs études. Un papier d'Alejandro Micco et al. de 2003 mettait déjà en évidence un effet positive de l'euro sur le commerce européen quatre années à peine après son entrée en application. En 2006, Baldwin publie une étude qui montre que l'Euro a probablement stimulé les échanges intra-zone euro entre 5 % et 15 % depuis sa mise en œuvre ; le résultat serait donc positif, quoiqu'inférieur à la prédiction de Rose.

### Dynamisation de la variété des biens échangés
Une étude de 2008 de Berthou et Fontagné, lui, estime que l'euro « n'a pas accru la valeur des ventes de chaque bien par chaque firme sur chaque marqué de la zone euro », mais qu'il a aidé à exporter davantage de catégories de biens.

### Absence de dynamisation
Plusieurs auteurs ont estimé que l'effet Rose se basait sur des biais statistiques. Par exemple, Julie Lochard, en 2005, reprenant les données de Rose et utilisant une nouvelle méthode d'estimation, conclut à l'inexistence d'un effet Rose. Elle soutient que « l’effet de l’union monétaire sur le commerce estimé à partir de l’échantillon de Rose refléterait avant tout les caractéristiques inobservables (liens historiques et institutionnels par exemple) des pays qui partagent une même monnaie ».